# Jules Supervielle
 (septembre 2018).
Jules Supervielle est un poète et écrivain franco-uruguayen né le 16 janvier 1884 à Montevideo et mort le 17 mai 1960 dans le 16e arrondissement de Paris.
Né à Montevideo, il perd ses parents à l'âge de huit mois. Élevé par son oncle et sa tante, il fait ses études à Paris et, sans perdre contact avec l'Uruguay, fréquente les milieux littéraires de l'avant-garde parisienne à partir des premières années du XXe siècle.

## Biographie

### Jeunesse
Jules Supervielle vient d'une famille basco-béarnaise très unie : Bernard, son oncle, fonde une banque, en Uruguay, avec sa femme Marie-Anne, de 1880 à 1883. Cette entreprise devient rapidement familiale : Bernard demande à son frère Jules, père du poète, de venir le rejoindre en Uruguay. Jules fait du trio un quatuor en épousant Marie, sœur de Marie-Anne et future mère du poète.
Ce dernier naît donc le 16 janvier 1884 à Montevideo, en Uruguay, d'un père béarnais et d'une mère basque. La même année, ses parents et lui rentrent en France pour rendre visite à leur famille. C'est à Oloron-Sainte-Marie que se produit un tragique accident : son père et sa mère meurent brutalement, sans doute empoisonnés par le vert-de-gris d'un robinet en cuivre, ou victimes du choléra. L'enfant est d'abord élevé par sa grand-mère.
En 1886 son oncle Bernard le ramène en Uruguay, où il l'élève avec sa femme comme s'il était son propre fils.

### Les débuts d'une vocation littéraire
À l'âge de neuf ans, Jules Supervielle apprend, par hasard, qu'il n'est que le fils adoptif de son oncle et sa tante. Il commence la rédaction d'un livre de fables sur un registre de la banque Supervielle.
En 1894, son oncle et sa tante s'installent à Paris. Jules Supervielle y fera toutes ses études secondaires.
Il découvre Musset, Hugo, Lamartine, Leconte de Lisle et Sully Prudhomme. Il commence à écrire des poèmes en cachette.
Il publie à compte d'auteur une plaquette de poèmes intitulée Brumes du passé en 1900. Il passe ses vacances d'été en Uruguay en 1901, 1902 et 1903. De 1902 à 1906 : Il poursuit ses études, depuis le baccalauréat jusqu'à la licence ès lettres. Il fait aussi son service militaire mais, de santé fragile, il supporte mal la vie de caserne.

### L'entrée dans la vie adulte
En 1907, Jules Supervielle épouse Pilar Saavedra (1885-1976), à Montevideo. De cette union naissent six enfants, entre 1908 et 1929.
En 1910, il dépose un sujet de thèse sur le sentiment de la nature dans la poésie hispano-américaine. Des extraits paraîtront dans le Bulletin de la bibliothèque américaine. Il publie Comme des voiliers, son deuxième recueil de poèmes. Après de nombreux voyages, il s'installe à Paris, dans un appartement, 47, boulevard Lannes, où il demeurera pendant vingt-trois ans, tout en se rendant souvent en Uruguay, sa seconde patrie.
Durant la Première Guerre mondiale, il est mobilisé de 1914 à 1917. Il travaille notamment au ministère de la Guerre, en raison de ses compétences linguistiques. Dès 1917, il lit beaucoup et découvre Claudel, Rimbaud, Mallarmé, Laforgue et Whitman. En 1919, son troisième recueil Poèmes de l'humour triste est envoyé à plusieurs écrivains déjà connus, notamment Gide et Valéry, qui lui répondent favorablement et le mettent en contact avec La Nouvelle Revue française (NRF).

### Naissance d'un poète
En 1922, Jules Supervielle publie son premier recueil important de poèmes, Débarcadères. L'année suivante, c'est le début d'une longue amitié avec Henri Michaux, qui deviendra son ami intime et lui dédicacera ses Énigmes dans son premier recueil Qui je fus. C'est aussi cette année-là qu'il publie son premier roman : L'Homme de la pampa.
En 1924, sa première nouvelle importante, La Piste et la Mare, paraît dans la revue Europe.
Il se lie avec le grand poète autrichien Rainer Maria Rilke en 1925 et publie un des recueils poétiques majeurs du XXe siècle : Gravitations.
En 1927, il devient l'ami intime de Jean Paulhan et lui soumet désormais tous ses textes.
Son premier recueil important de nouvelles fantastiques, L'Enfant de la haute mer, qui rassemble cinq textes publiés entre 1924 et 1930 et trois inédits, sort en 1931. À cette époque, il s'adonne à de nombreuses activités littéraires et acquiert la reconnaissance de la critique, y compris en Uruguay. Sa première pièce importante, La Belle au bois, voit aussi le jour à cette époque. Par ailleurs, il ne cessera de remanier ses textes, donnant lieu à de multiples rééditions, et les fait passer souvent d'un genre littéraire à un autre. En 1934, il signe avec Louis Cattiaux et Louis de Gonzague-Frick le manifeste du Transhylisme. En 1938, il se lie avec Étiemble qui lui a consacré un des ouvrages les plus complets .

### Les années d'exil
Avec la déclaration de guerre en 1939 commencent des années difficiles : la tension internationale, des difficultés financières et des ennuis de santé (problèmes pulmonaires et cardiaques) conduisent Jules Supervielle à s'exiler pour sept ans en Uruguay. Il est nommé officier de la Légion d'honneur en 1939. La banque Supervielle fait faillite en 1940 ; le poète est ruiné.
Mais son activité littéraire est toujours aussi intense. Il écrit de nombreuses pièces de théâtre qui seront par la suite montées par de grands metteurs en scène, tel Louis Jouvet. Il continue par ailleurs de s'adonner à des traductions (Guillen, Lorca, Shakespeare…) et recevra plusieurs prix littéraires tout au long de ces années de la maturité. En 1944, il fait une série de conférences à l'université de Montevideo sur la poésie française contemporaine.

### La consécration
En 1946, Jules Supervielle rentre en France, nommé attaché culturel honoraire auprès de la légation d'Uruguay à Paris. Il publie ses premiers contes mythologiques sous le titre Orphée, édité en 1950 chez Gallimard sous le titre Premiers pas de l'univers.
En 1955, il publie un récit autobiographique intitulé Boire à la source, ainsi que quelques pages précieuses sur sa conception de la poésie : en songeant à un art poétique, à la suite de son recueil poétique Naissances. 
Sous la plume de Robert Mallet, un hommage lui est rendu la même année pour son œuvre poétique et théâtrale dans les Cahiers de la Compagnie Madeleine Renaud et Jean-Louis Barrault
À cette époque, il souffre d'arythmie et des séquelles de son infection pulmonaire.
En 1959, il fait paraître son dernier recueil poétique, Le Corps tragique.
En 1960, il est élu prince des poètes par ses pairs. Le 17 mai, il meurt dans son appartement parisien ; il est inhumé à Oloron-Sainte-Marie. En octobre, la NRF fait paraître un numéro spécial qui lui rend hommage.
De 1966 à 1987, Gallimard édite, dans la collection « Poésie », ses principaux recueils poétiques.
Pilar meurt à son tour en 1976 ; elle est enterrée aux côtés de son mari.
En 1990, la ville d'Oloron-Sainte-Marie crée le prix Jules-Supervielle ; parmi ses lauréats, on relève les noms d'Alain Bosquet, d'Eugène Guillevic, de Henri Thomas, de Jean Grosjean et de Lionel Ray.
En 1996, ses œuvres poétiques complètes sont publiées dans la Bibliothèque de La Pléiade.

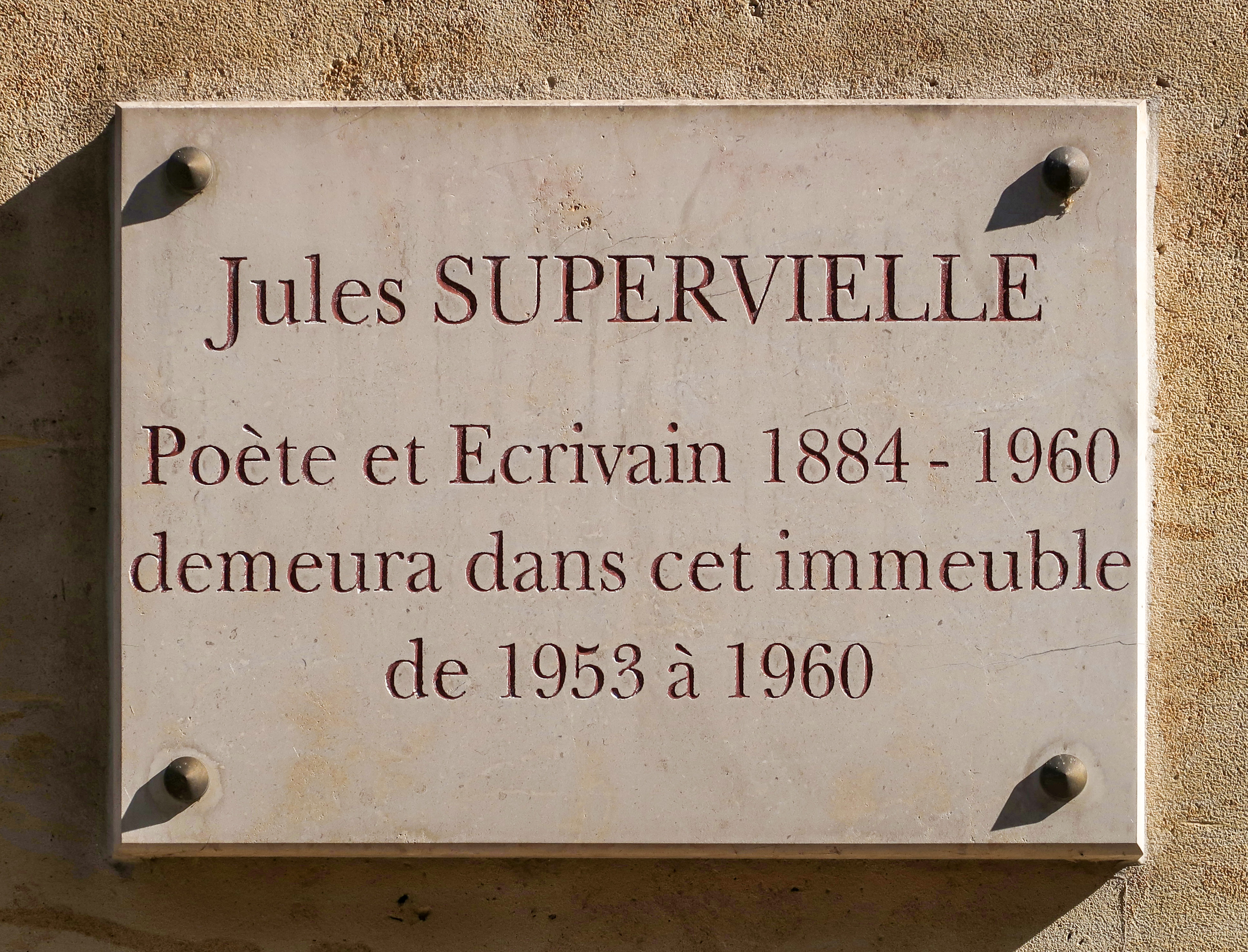
Plaque au no 7 quai Louis-Blériot.

Entre 1953 et 1960, il vit au 7 quai Louis-Blériot, où une plaque commémorative lui rend hommage.

## Influences
Jules Supervielle s'est tenu à l'écart des surréalistes. Désireux de proposer une poésie plus humaine et de renouer avec le monde, il rejetait l'écriture automatique et la dictature de l'inconscient, sans pour autant renier les acquis de la poésie moderne depuis Baudelaire, Rimbaud et Apollinaire, ainsi que certaines innovations fondamentales du surréalisme.
Attentif à l'univers qui l'entourait comme aux fantômes de son monde intérieur, il a été l'un des premiers à préconiser cette vigilance, ce contrôle que les générations suivantes, s'éloignant du mouvement surréaliste, ont mis à l'honneur. Il a anticipé les mouvements des années 1945-50, dominés par les puissantes personnalités de René Char, Henri Michaux, Saint-John Perse ou Francis Ponge, puis — après la parenthèse avant-gardiste des années 1960-70 — ceux des poètes désireux de créer un nouveau lyrisme et d'introduire une certaine forme de sacré ou, tout au moins, une approche plus modeste des mystères de l'univers, sans remise en cause radicale du langage : Yves Bonnefoy, Edmond Jabès, Jacques Dupin, Eugène Guillevic, Jean Grosjean, André Frénaud, André du Bouchet, Jean Follain, pour ne citer qu'eux.
Ses admirateurs ou successeurs spirituels se nomment René Guy Cadou, Alain Bosquet, Lionel Ray, Claude Roy, Philippe Jaccottet , Jacques Réda...

## Principales œuvres

### Poésies
- 1901 : Brumes du passé
- 1910 : Comme des Voiliers
- 1919 : Les poèmes de l'humour triste (poèmes)
- 1922 : Débarcadères (poèmes)
- 1925 : Gravitations (poèmes)
- 1928 : Le Survivant
- 1930 : Le Forçat innocent (poèmes)
- 1934 : Les Amis inconnus (poèmes)
- 1938 : La Fable du monde (poèmes)
- 1946 : Poèmes, 1939-1945
- 1947 : À la nuit
- 1949 : Oublieuse mémoire (poèmes)
- 1951 : Naissances
- 1956 : L'Escalier
- 1959 : Le Corps tragique (poèmes)

### Romans et théâtre
- 1923 : L'Homme de la pampa (roman)
- 1926 : Le Voleur d'enfants (roman)
- 1928 : Le Survivant (roman)
- 1931 : L'Enfant de la haute mer (nouvelles)
- 1932 : La Belle au bois (théâtre)
- 1933 : Boire à la source (récit)
- 1936 : Bolivar (théâtre)
- 1947 : Le Petit bois et autres contes, Paris, édité par Jacques et René Wittmann
- 1948 : Robinson (théâtre)
- 1949 : Shéhérazade (théâtre)
- 1950 : Premiers pas de l'univers (contes)

### Rééditions
- 1996 : Œuvres poétiques complètes, sous la direction de Michel Collot, Gallimard, collection de la Pléïade, 1 112 p.,  (ISBN 978-2-07-011-438-2)
- Uruguay, Editions des Equateurs, 2007. Préface de Marie-Laure de Folin, petite-fille de Supervielle, 92 pages. Première édition : Emile-Paul Frère, 1928.  (ISBN 978-2-84990-061-1)

## Études critiques
- Claude Roy, Jules Supervielle, éd. Pierre Seghers, coll. Poètes d'aujourd'hui, 1964 ;
- Claude Roy, Supervielle, Paris, Poésies P., NRF, 1970 ;
- Sabine Dewulf, Jules Supervielle ou la connaissance poétique - Sous le soleil d’oubli, coll. Critiques littéraires, en deux tomes, Paris, éd. L’Harmattan, 2001 ;
- Sabine Dewulf, La Fable du Monde, Jules Supervielle, coll. Parcours de lecture, Bertrand-Lacoste, 2008 ;
- Collectif dirigé par Sabine Dewulf et Jacques Le Gall, Jules Supervielle aujourd'hui, Actes du colloque des et février 2008 à Oloron-Sainte-Marie ;
- Sabine Dewulf, Le Jeu des miroirs, Découvrez votre vrai visage avec Douglas Harding et Jules Supervielle, éd. Le Souffle d'Or, 2011 ;
- Jacques Le Gall, Les Pyrénées, postface, éd. Le Festin, coll. « Les Cahiers de l'Éveilleur », 2006
- Odile Felgine, L'Ecriture en exil, Dianoïa, PUF, 2014.
- Margaret Michèle Cook, « Jules Supervielle : pour une poétique de la transparence », Études françaises, Montréal, vol. 33, no 2,‎ automne 1997, p. 35-46 (ISSN 0014-2085, e-ISSN 1492-1405, lire en ligne [PDF], consulté le 30 octobre 2022)

## Hommages et postérité
- Une émission sur Jules Supervielle a été réalisée par France Culture le dimanche 29 avril 2007 dans l'émission Une vie, une œuvre[11].
- Les éditions Le Festin (Bordeaux) éditent les textes Saint-Jean-Pied-de-Port et Oloron issus de Boire à la source, livre aujourd'hui quasiment introuvable. Ils évoquent le retour à la terre natale qui fut aussi celle où ses parents moururent tragiquement, alors qu'il n'était âgé que de quelques mois. C'est en 1926 que le poète effectue ce « pèlerinage » dans les rues, les maisons de sa petite enfance. Précision des descriptions, émotions, ces textes plongent le lecteur dans le Pays basque et le Béarn de la fin du XIXe siècle[12].
- Le Lycée français de Montévidéo porte le nom de Jules Supervielle.
- L'œuvre La Belle au bois a été mise en scène par le Collectif Quatre Ailes, qui a choisi de saisir l'univers merveilleux de cette pièce dans un décor d'images et de tricot. La création du spectacle a eu lieu en janvier 2011 à la Scène Watteau, Théâtre de Nogent-sur-Marne[13].
- Création 2024 : "Poèmes en douce", textes de Jules Supervielle dits et chantés - https://youtube.com/playlist?list=PLy6WbtdtS-O8lxIH04aI-Iacict_0mC3B&si=ZRC-z0tuddCYJIET

### Documentation
- Un homme à la mer (analyse)
- Poèmes chantés de Jules Supervielle : https://youtube.com/playlist?list=PLy6WbtdtS-O8lxIH04aI-Iacict_0mC3B&si=ZRC-z0tuddCYJIET
- Florence Dartois, « 1955, Jules Supervielle : "tous mes héros sont des insatisfaits" », sur ina.fr, 13 mai 2020 (consulté le 13 novembre 2022)